# Драконид, Иоанн
Иоанн Драконид (Драконитес; лат. Johann Draconites), собственно Йоган Драх (нем. Johann Drach) или Йоган Трах (нем. Johann Trach); известен также под именем Карлштадт (нем. Johannes Carlstadt; род. в 1494 году в Карлштадте; ум. в Виттенберге в 1566 году) — немецкий теолог и философ, христианский гебраист и поборник Реформации; автор незавершённой «Biblia Pentapla» (1563—1565).

## Деятельность
Преподавал на философском факультете в Эрфурте и был каноником одной из местных церквей. За приверженность Лютеру был изгнан в 1521 году из города. Продолжая быть проповедником, занимал должности профессора в университете Марбурга и ректора в Ростоке. Умер в Виттенберге в 1566 году.

## Труды
Главные труды:
- «Gottes Verheissungen in Christo» (1549—1550)
- Неоконченная «Biblia pentapla» (еврейский, халдейский, латинский, греческий и немецкий яз.) — издана частями (1563—1565).
- ценные библейские комментарии (на Бытие, Псалмы, Даниила и др.)[7].